# José Gutiérrez Solana
José Gutiérrez Solana (Madrid, 1886 - 24 de juny de 1945), pintor, gravador i escriptor expressionista espanyol.

## Biografia
El seu pare, nascut a Mèxic, va venir a Espanya gràcies a una herència. En José va estudiar en l'Escola de Belles Arts de San Fernando; després va alternar estades entre Santander i Madrid i va viure folgadament amb els diners del seu pare. Per fi s'instal·la a Madrid a finals de 1917, on freqüenta els museus del Passeig del Prado.
Gutiérrez Solana va fer una primera exposició a París el 1928 que va resultar un fracàs. En una altra a la qual va acudir Alfons XIII, els seus quadres es van penjar darrere d'una porta perquè no incomodessin al monarca. Però el 1936, quan comença la Guerra Civil, Solana és famós i reconegut internacionalment.
Es trasllada a València i després a París, on publica París (1938). El 1939 torna a Madrid, on mor el 24 de juny de 1945.

## Obra
La seva pintura reflecteix, com la de Darío de Regoyos i la de Ignacio Zuloaga, una visió subjectiva, pessimista i degradada d'Espanya similar a la de la Generació del 98. Fora de la influència que en ell exerceixen els pintors del tenebrisme barroc, especialment Juan de Valdés Leal, tant pel seu temàtica lúgubre i desenganyada com per les composicions d'acusat clarobscur, és palès la influència de les pintures negres de Francisco de Goya o del romàntic Eugenio Lucas.
En la seva pintura destaca la misèria d'una Espanya sòrdida i grotesca, mitjançant l'ús d'una pinzellada densa i de traç gruixut en la conformació de les seves figures. La seva es pot dividir en tres temes: les festes populars (El soterrament de la sardina), els usos i costums d'Espanya (La visita del bisbe) i els retrats (1920, Els meus amics).
La seva pintura, de gran càrrega social, intenta reflectir l'atmosfera de l'Espanya rural més degradada, de manera que els ambients i escenaris dels seus quadres són sempre ravals atroços, aparadors amb maniquís o rastres, tavernes, "cases de dormir" i menjadors de pobres, balls populars, corregudes, coristes i cupletistes, ports de pesca, crucifixions, processons, carnavals, execucions i osseres. Treballa també el gravat, generalment l'aiguafort, insistint en una tècnica directa i més aviat ruda, de traços gruixuts.
Com escriptor posseïx un estil semblant, de grans qualitats descriptives, vigorós i enèrgic, apropiat per a l'estampa costumista. Per això la majoria de les seves obres són llibres de viatges. Els seus escrits més importants són Madrid: escenes i costums (1913 i 1918, dos vols.), L'Espanya negra, 1920, Madrid rondaire, 1923 i Dos pobles de Castella, 1925. També va escriure una novel·la, Florencio Cornejo (1926).
Al Museu Nacional d'Art de Catalunya es pot veure la seva obra Les coristes.